# آسفالت (فیلم ۱۹۶۴)
«آسفالت» (انگلیسی: Asphalt (1964 film)) یک فیلم است که در سال ۱۹۶۴ منتشر شد.